# Volodarka
Volodarka (ukrainien : Володарка, russe : Володарка) est une commune urbaine de l'oblast de Kiev, en Ukraine. Elle compte 7 639 habitants en 2021.